# Kisboldogasszony-templom (Temesvár)
A Kisboldogasszony-templom vagy Józsefvárosi plébániatemplom római katolikus templom Temesvár Józsefváros városrészében. Műemléki védelem alatt áll; a romániai műemlékek jegyzékében a TM-II-m-A-06132 sorszámon szerepel. Búcsúja Kisboldogasszony napján, szeptember 8-án van.

## Történelem
1772–1774 között épült, ezzel a Temesvári székesegyház után a második legrégebbi katolikus templom a városban. Rothenbach Leonhard kanonok áldotta meg Engel Antal csanádi püspök megbízásából. Plébániáját 1775-ben alapították.
A templom toronyórája 1838 előttről származik. Tornya az 1848–49-es szabadságharcban, Temesvár ostroma során 1849-ben megsérült, amit ugyan 1861-ben Johann Schuster építész kijavított, de 1889-ben végül lebontották, és újat építettek helyette. Itt keresztelték meg az 1892-ben született Illy Ferencet. Harangjait 1923-ban öntötte a temesvári Novotny Antal. 1935-ben Lázár László tervei alapján új homlokzati kialakítást és főbejáratot kapott; ekkor készült a főoltár is.

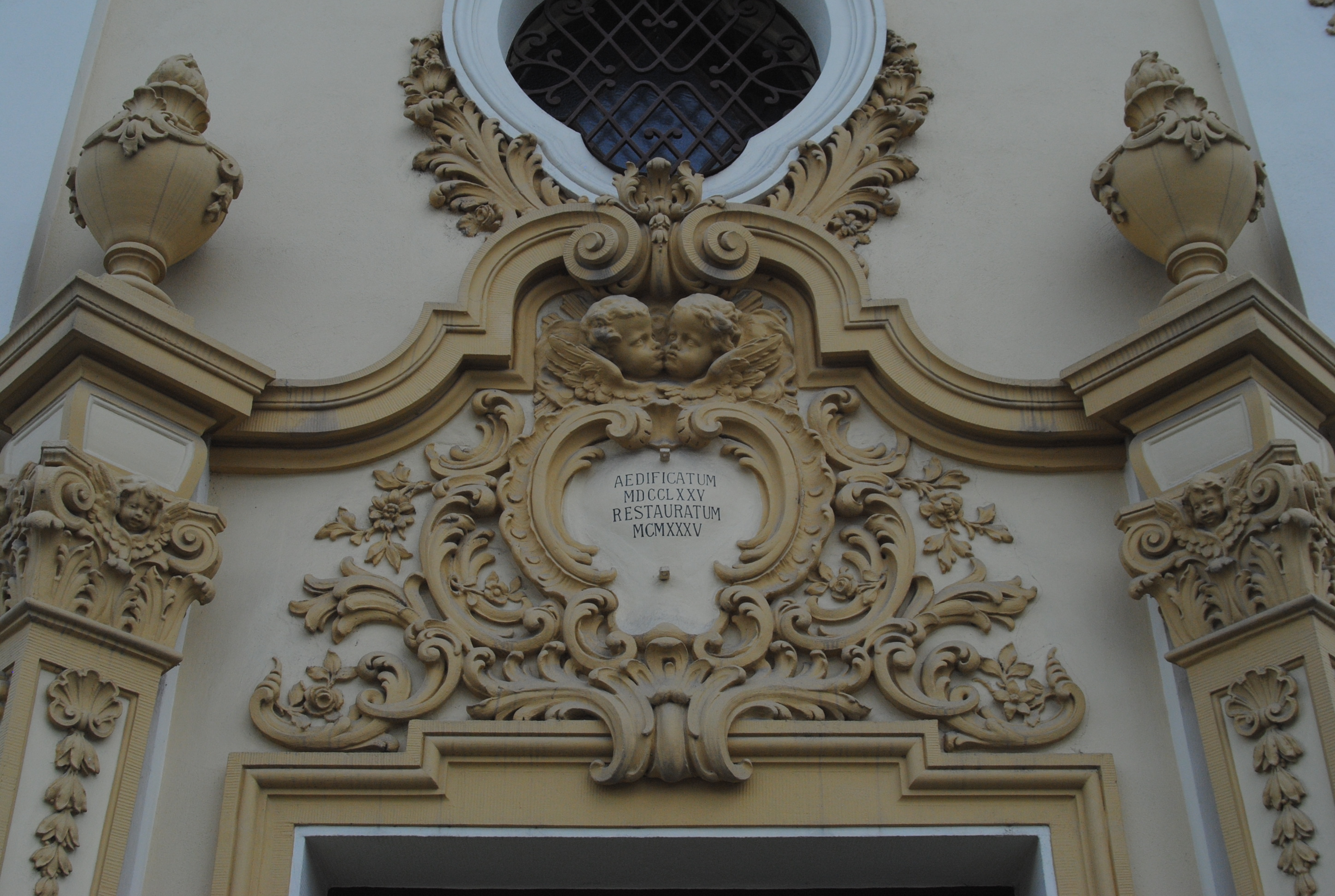
A templom barokk főbejárata

## Épület

### Külső kép
Eredetileg bécsi barokk stílusban épült, az újjáépített torony ugyanakkor az eredetinél zömökebb. 1935-ben készült homlokzata rokokó díszítésű, főbejárata díszes barokkos. A templom mellett egy 1832-ben készült kereszt áll. A templomkertben látható az 1989-es romániai forradalom temesvári áldozatainak Ungor Csaba készítette emlékműve.
1932-től 2013-ig udvarán állt Temesvár legrégebbi köztéri szobra, az 1722-ben állított Nepomuki Szent János-szobor. A 2000-es évekre állapota leromlott. 2013-ban restaurálták, és a Millenniumi templom előtt állították fel.

### Belső tér
A templom főoltára Szántó László temesvári műhelyében készült. Az oktárkép a hagyomány szerint Lucas Cranach német festményének másolata, melyet 1818-ban hozott Temesvárra Johann Matthaus Steufer plébános Tirolból. Az oltár két oldalán Szent Joachim és Szent Anna 18. században készült, aranyozott faszobrai állnak. Mellékoltárai közül a Szent Anna és Assisi Szent Ferenc tiszteletére emeltek barokk, a Jézus szíve-oltár román stílusú. A szentélyben Szent Józsefet ábrázoló üvegfestmény látható.

## Plébánia
A Temesvár IV. – józsefvárosi plébánia a Temesvári egyházmegye székesegyházi főesperességén belül a temesi esperesi kerülethez tartozik. Eleinte  Józsefváros német telepeseit szolgálta, akik mellé később magyarok is érkeztek, így hosszú ideig kétnyelvű plébániaként működött. 1887-ig Mehalát, 1919-ig Erzsébetvárost is ellátta. A hívek száma a 19–20. század fordulóján a 10 000-et is elérte. A 2010-es évek végén mintegy 1200-an, 70%-ban Magyar, emellett román és német nyelvű hívek tartoznak hozzá. Hitoktatás van felnőtteknek és gyerekeknek is. A templom mellett 2016-ban új plébániaközpont épült.
Számos közösség működik a plébánián: rózsafüzér társulatok, schönstatti imacsoport, nőszövetség, ifjúsági csoportok, havi rendszerességű családos találkozó és baba-mama klub.
A plébánia területén található a Miasszonyunkról Nevezett Szegény Iskolanővérek egykori kolostora és a Notre Dame-zárdatemplom, valamint a magyar nyelvű Bartók Béla Elméleti Líceum. A nővérek jelenleg az 1948-ban államosított egykori kolostor helyett a Iuliu Maniu sugárúton található rendházban laknak, mely 20 fős leánykollégiumként is működik.

## Papjai

### Plébánosok
| Év         | Név                     | Megjegyzés |
| ---------- | ----------------------- | ---------- |
| (...)      |                         |            |
| 1818 körül | Johann Matthaus Steufer | [ 2 ]      |
| (...)      |                         |            |
| 2010–      | Szilvágyi Zsolt         | [ 2 ]      |

### Káplánok
| Év                              | Név                   | Megjegyzés |
| ------------------------------- | --------------------- | ---------- |
| (...)                           |                       |            |
| 1909 és 1912 között rövid ideig | Schmidt József        |            |
| (...)                           |                       |            |
| 2013–                           | Szabó Tibor (Tiberiu) | [ 2 ]      |